# ヤマホトトギス
ヤマホトトギス（山杜鵑草、学名：Tricyrtis macropoda）はユリ科ホトトギス属の多年草。

## 特徴
地下茎は垂直に地中に伸び、節からは細い根を出し、ときに横に走出枝を出す。茎は立ち上がり、高さは30-70cm、ときに1mに達し、斜め下向きの毛が生える。葉は互生し、葉身は長楕円形または楕円形で、長さ8-15cmになり、先端は短くとがる。下部の葉は両面ともに無毛で、表面に油滴状の濃い斑点がはっきりと現れ、基部は茎を抱かない。中部以上につく葉は、ふつう表面に毛があり、裏面には綿毛が密に生え、基部は茎を抱く。
花期は7-9月。茎先および上部の葉腋に散房花序を出し、花を上向きにつける。花序には腺毛が密に生える。花は漏斗状鐘形、花被片は6個で、長さ15-20mm、白色地に紫色の斑点があり、ときに下部に黄色の斑点が出ることがある。3個の内花被片と3個の外花被片があり、内片は披針形で狭く、外片は広倒披針形で内片より幅が広く、6片ともに強く反り返る。外片の外面に腺毛が生え、基部に袋状のふくらみがあり、ふくらみの中央に溝があって2つに分かれる。雄蕊は6個で、花糸は互いに寄り添って束状に立ち、毛状突起と紫色の斑点があり、上部で反り返って先端につく葯は淡黄色で外向きつける。花柱の先は3つに分かれて球状突起があり、各枝の先はさらに2裂する。花柱と分枝に紫色の斑点がある。果実は披針形の蒴果で3稜があり、長さ約30mmになり、熟すと胞間裂開する。種子は楕円形で扁平。染色体数は2n=26。
葉や茎に毛があるものが普通であるが、それがないものや、花被片や花柱に紫色の斑点がほとんどないものなど、かなりの変異がある。

## 分布と生育環境
日本では、北海道南西部、本州（岩手県以南）、四国、九州に分布し、山地の林下に生育する。世界では、朝鮮半島に分布する。

## 名前の由来
和名ヤマホトトギスは、「山杜鵑草」の意で、山地に生えるホトトギスの意味。
種小名（種形容語）macropoda は、「長柄の」「太い軸の」の意味。

## 分類
同属のヤマジノホトトギス Tricyrtis affinis に似る。同種はヤマホトトギスの変種 Tricyrtis macropoda Miq. subsp. affinis (Makino) Kitam. (1966)とされていたこともある。
ヤマジノホトトギスは茎先と葉腋に1-2個の花をつけるが、本種は茎先と上部の葉腋に散房花序をつける。また、同種は、花被片が平開して反り返らなく、花糸に紫色の斑点がないが、本種の花被片は強く反り返り、花糸に紫色の斑点がある。

## ギャラリー

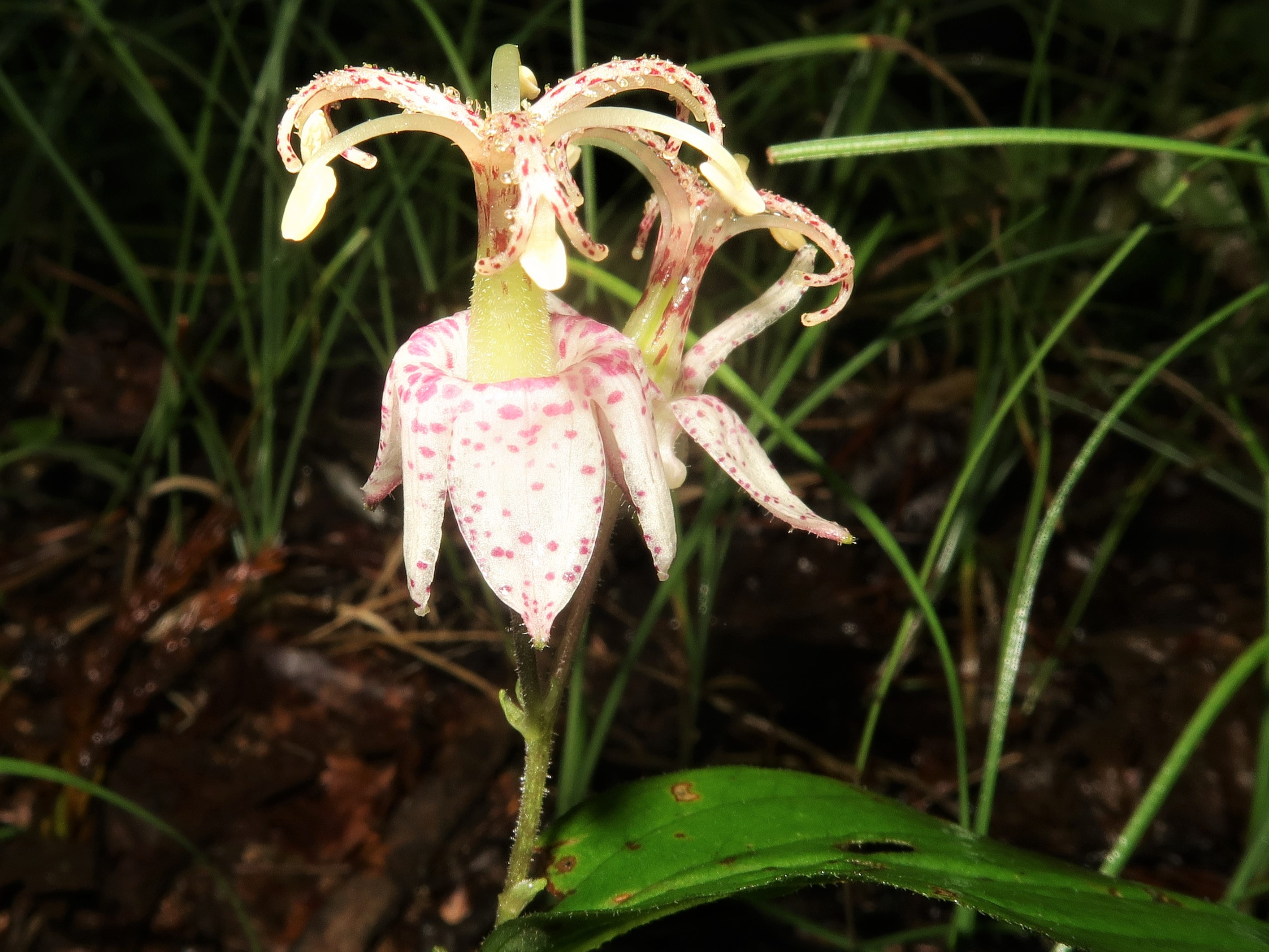
花被片に紫色の斑点があり、強く反り返る。花糸にも紫色の斑点がある。
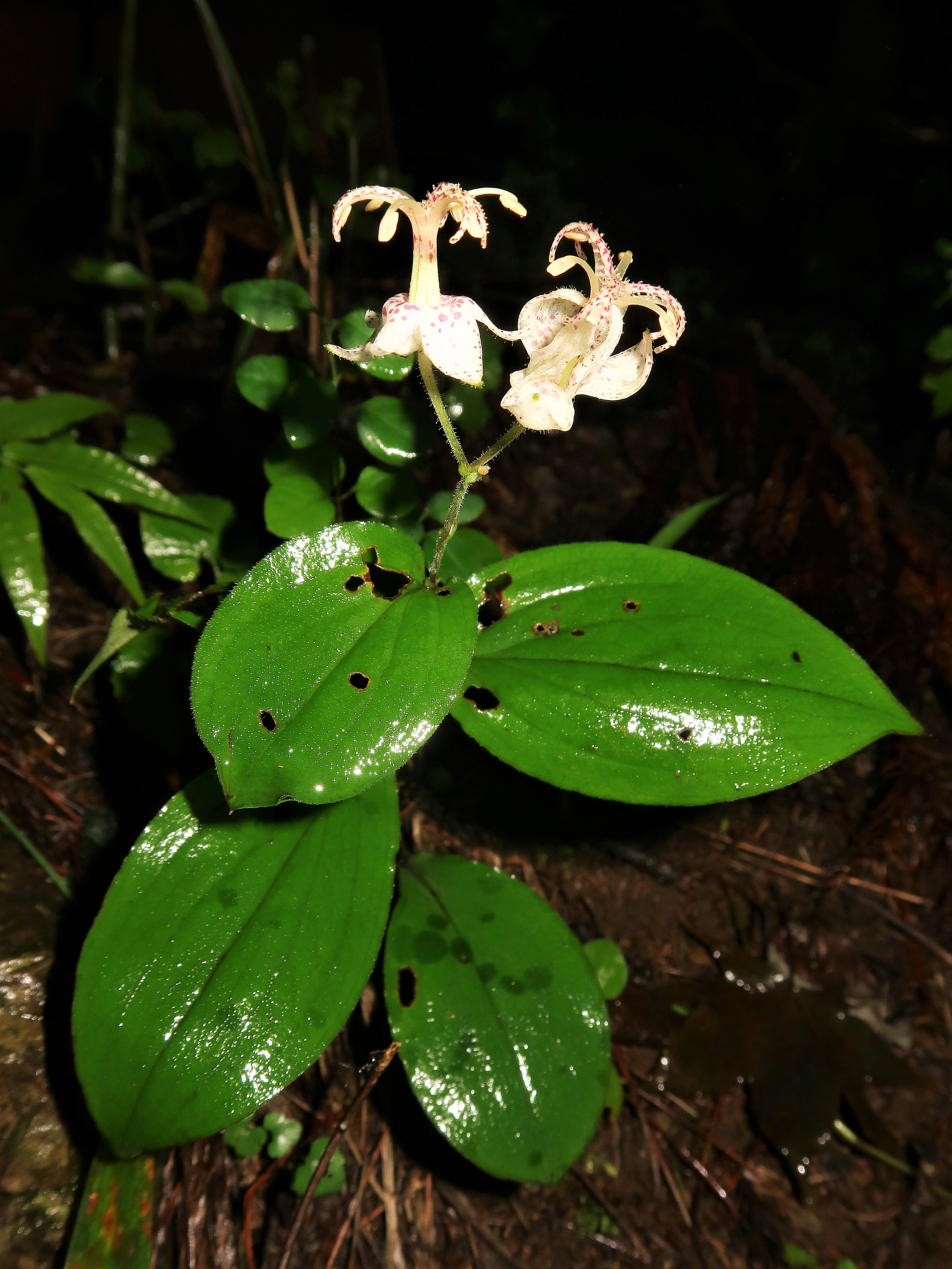
葉は互生し、葉身は楕円形で、先端は短くとがる。下部の葉の表面に油滴状の濃い斑点がはっきりと現れる。
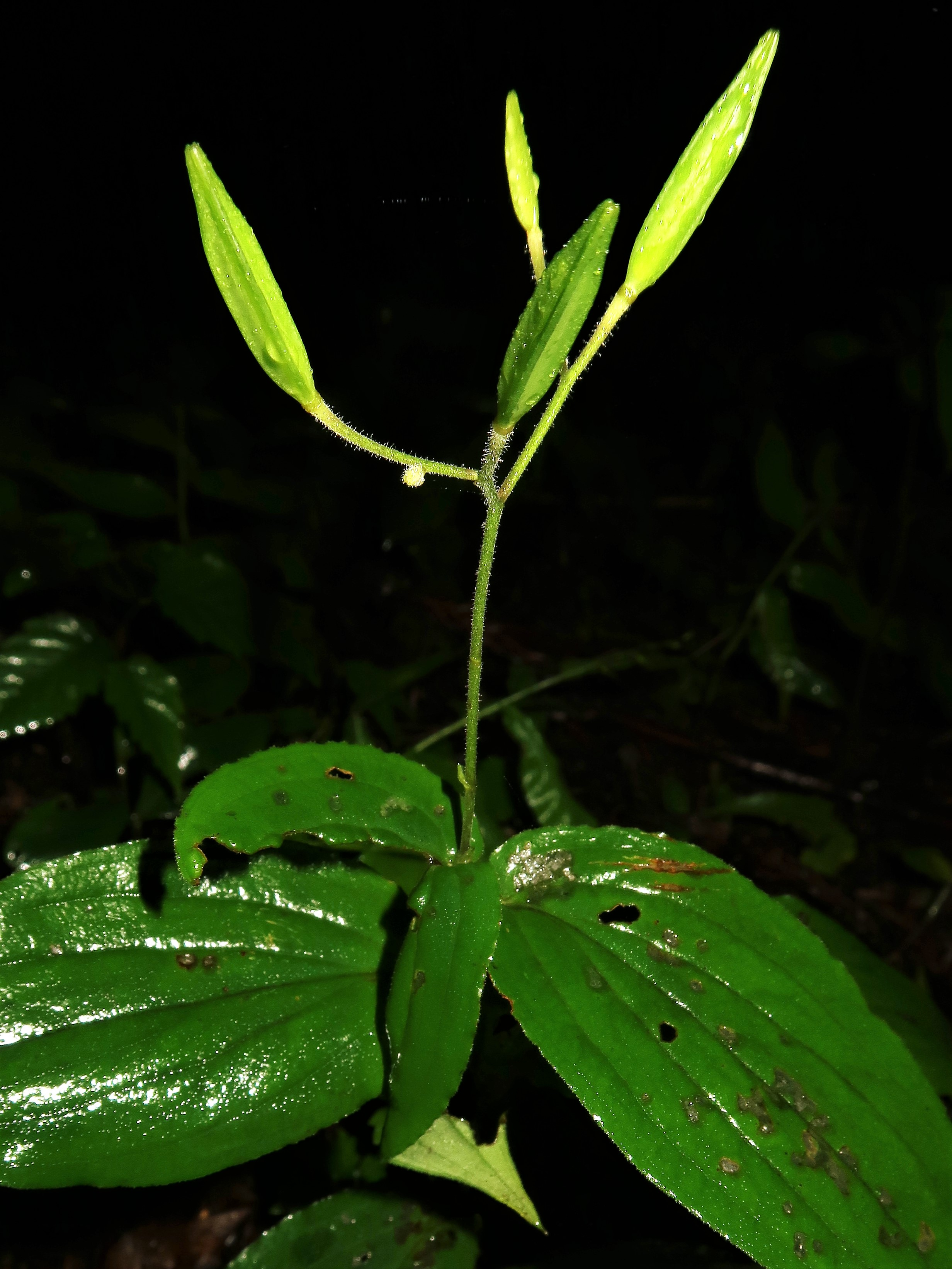
果実は披針形の蒴果で3稜がある。
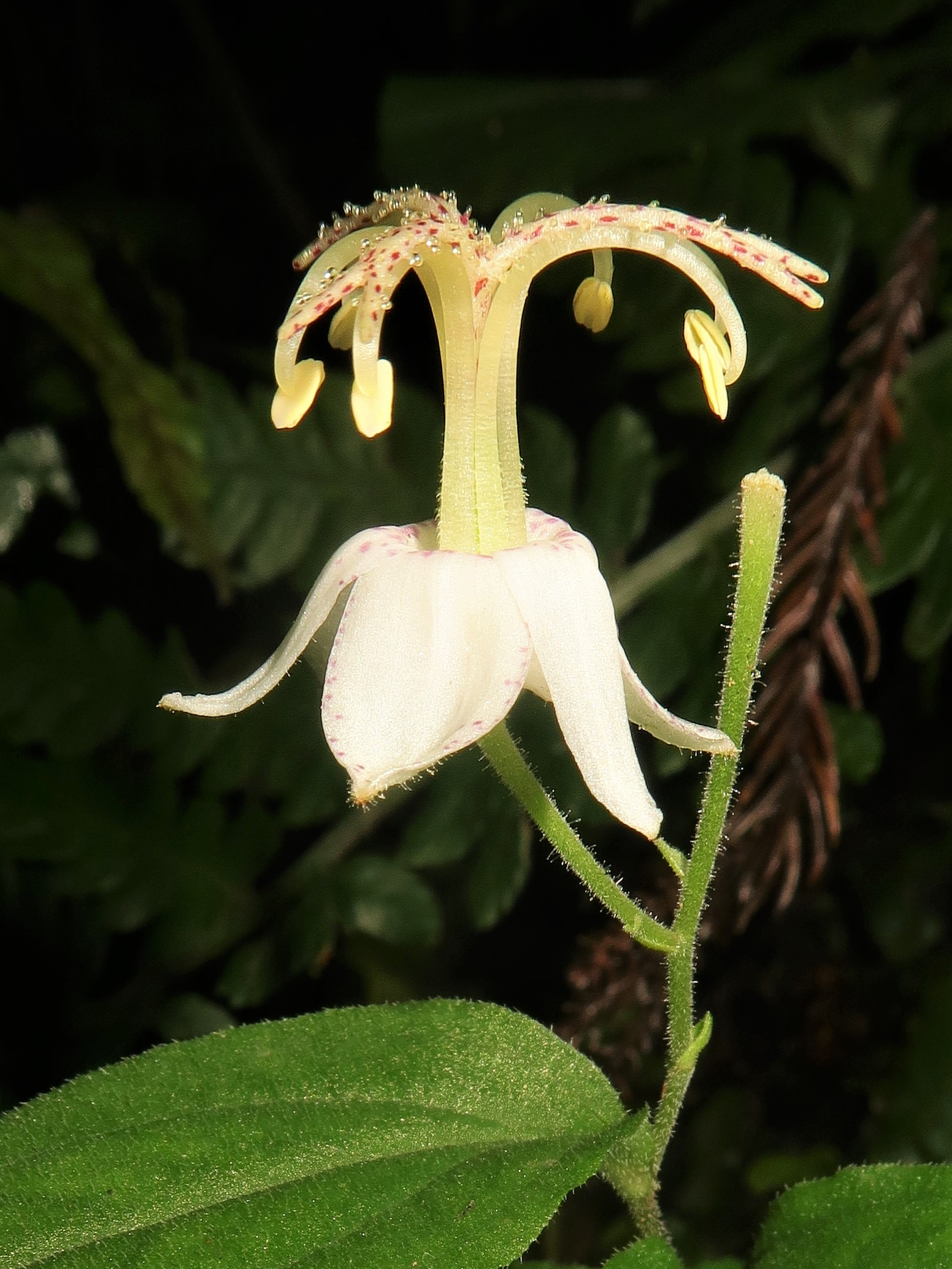
花被片や花柱に紫色の斑点がほとんどないもの。神奈川県三浦半島 2020年9月下旬。

## 下位分類
- ムテンヤマホトトギス Tricyrtis macropoda Miq. f. epunctata Akasawa (1970)[9] - 別名、イヨホトトギス。タイプ標本の採集地は、高知県高岡郡津野町の天狗高原[9]。品種名 epunctata は、e-punctata で、「斑点のない」「細点のない」の意味[10]。
- ムカゴホトトギス Tricyrtis macropoda Miq. var. bulbifera Y.Inoue, Nakamasu et Setoguchi (2020)[11] - 2020年記載発表の新変種。京都大学大学院人間・環境学研究科・総合人間学部の瀬戸口浩彰教授らによって発表された。開花期の後半に葉腋にむかごが生じる。タイプ標本の採集地は、佐賀県唐津市の天山。分布地は、九州北部で、長崎県、佐賀県および福岡県の脊振山地の周辺[12]。変種名 bulbifera は、「鱗茎のある」の意味[13]。